# مجلة العنف والضحايا
العنف والضحايا (بالانجليزية: Violence and Victims) هي مجلة أكاديمية تراجع كل شهرين وتغطي النظرية والبحوث والسياسة والممارسة السريرية في مجال العنف بين الأشخاص وخلق الضحية، وتتناول تخصصات متنوعة مثل علم النفس وعلم الاجتماع وعلم الجريمة والقانون والطب والتمريض والطب النفسي والعمل الاجتماعي .
يشمل نطاق المجلة بحثًا علمياً حول الإيذاء المرتبط بالعنف داخل الأسرة وخارجها؛ ومسببات وارتكاب السلوك العنيف؛ وأبحاث الرعاية الصحية المتعلقة بالعنف بين الأشخاص والصدمات؛ وقضايا قانونية؛ والآثار المترتبة على التدخلات السريرية. ومن حين لآخر، ثمة قضايا خاصة تتعلق بموضوعات محددة وغالبًا ما تراجع الكتب ذات الصلة. وتنشر شركة سبرنغر للنشر مجلة العنف والضحايا.

## الاستخلاص والفهرسة
تفهرس مجلة العنف والضحايا في قاعدة بيانات: (PsycINFO) و(PsycLIT) ودراسات الأسرة والمجتمع في جميع أنحاء العالم (EBSCO Industries) و(EMBASE) والملخصات الاجتماعية (CSA) والدائرة الوطنية لمراجع العدالة الجنائية والفهرس الطبي ومدلاين وقاعدة بيانات (PILOTS) و(PubMed) والملخصات النفسية ومستخلصات العدالة الجنائية وملخصات الإدارة التربوية . وفقًا لتقارير Journal Citation Reports، فإن عامل التأثير للمجلة لعام 2016 يبلغ 0.750.

## روابط خارجية
- الموقع الرسمي

1. 1 2 3  مذكور في: بوابة الرقم الدولي الموحد للدوريات. الرَّقم التَّسلسليُّ المِعياريُّ الدَّوليُّ (ISSN): 0886-6708. الناشر: ISSN International Centre. لغة العمل أو لغة الاسم: الإنجليزية.
2. ↑  مذكور في: بوابة الرقم الدولي الموحد للدوريات. الرَّقم التَّسلسليُّ المِعياريُّ الدَّوليُّ (ISSN): 1945-7073. الناشر: ISSN International Centre. لغة العمل أو لغة الاسم: الإنجليزية.
3. ↑  "Violence and Victims". 2014 Journal Citation Reports. شبكة العلوم (ط. Science). تومسون رويترز. 2015. (الاشتراك مطلوب)